# Shari Lewis
Pour les articles homonymes, voir Lewis.
Shari Lewis est une ventriloque, actrice, productrice et scénariste américaine née le 17 janvier 1933 à New York, État de New York (États-Unis) et décédée le 2 août 1998 à Los Angeles (Californie).

## Filmographie

### Comme actrice
- 1960 : The Shari Lewis Show (en) (série télévisée) : Host / Lamb Chop / Hush Puppy / Charlie Horse
- 1968 : The Arabian Knights (en) (série télévisée) : Princess Nida (voix)
- 1968 : Banana Split (émission de télévision) : Princess Nidor (1968-1970) (voix)
- 1973 : A Picture of Us (TV) : Host
- 1975 : The Shari Show (série télévisée) : Host
- 1992 : Lamb Chop's Play-Along (en) (série télévisée) : Host, Lamb Chop, Hush Puppy, Charlie Horse
- 1994 : Lamb Chop and the Haunted Studio (TV) : Shari
- 1994 : Une nounou d'enfer (série télévisée) : elle-même / Lamb Chop (S02 E20)
- 1995 : Lamb Chop's Special Chanukah (TV) : Shari / Lamb Chop (Voice) / Charlie Horse (Voice) / Hush Puppy (Voice) (voix)
- 1996 : Shari's Passover Surprise (TV) : Shari / Lamb Chop (Voice) / Charlie Horse (Voice) / Hush Puppy (Voice) (voix)
- 1998 : The Charlie Horse Music Pizza (en) (série télévisée) : Shari / Lambchop / Hush Puppy / Charlie Horse
- 1998 : Le Détonateur (Wrongfully Accused) : Lambchop (voix)

### Comme productrice
- 1992 : Lamb Chop's Play-Along (en) (série télévisée)
- 1994 : Lamb Chop and the Haunted Studio (TV)
- 1996 : Shari's Passover Surprise (TV)

### Comme scénariste
- 1969 : Star Trek (série télévisée) :  épisode Les Lumières de Zetar